# Молодість. Пролог–47
Молодість. Пролог–47 — спеціальна фестивальна подія Київського міжнародного кінофестивалю «Молодість», яка проходила 21—22 жовтня 2017 року в Києві, Україна, як тизер 47-го Київського міжнародного кінофестивалю «Молодість», проведення якого заплановано у новому форматі 27 травня — 3 червня 2018 року. Відкриття події відбулося 21 жовтня в Національній опері України. Фільмом відкриття події став «Мир вашому дому!» режисера Володимира Лерта. Фільмом закриття «Молодість. Пролог–47» стала словацько-українська стрічка «Межа» режисера Петера Баб'яка.
У рамках спеціальної події «Молодість. Пролог–47» пройшов національний конкурс короткометражних фільмів, були презентовані позаконкурсна програма «Свобода: кіно соціальних змін», присвячена темі свободи та толерантності, Спеціальні покази, програми «Фестиваль фестивалів» та «Сонячний зайчик».
Переможцем Національного конкурсу короткометражних фільмів став фільм Павла Острікова «Випуск'97». Режисер отримав статуетку «Золотий скіфський олень» і грошовий приз у розмірі 50 тисяч гривень.

## Журі національного конкурсу
- Віланд Шпек, продюсер та режисер, засновник секції «Панорама» на Берлінському кінофестивалі
- Іван Мадео, продюсер
- Сергій Лавренюк, продюсер компанії Solar Media Entertainment

## Конкурсна програма
| Лауреат Головного призу «Золотий скіфський олень» виділений окремим кольором. |

## Національний конкурс
Наступні короткометражні фільми увійшли до національного конкурсу:
| Фільм            | Режисер(и)                          | Країна(-и)        | Рік  | хв. |
| ---------------- | ----------------------------------- | ----------------- | ---- | --- |
| До скорого       | Юлія Кочетова-Набожняк              | Україна           | 2016 | 34  |
| Після            | Ганна Джалалі                       | Україна           | 2016 | 20  |
| Марія            | Новруз Хікмет                       | Україна           | 2017 | 15  |
| Ефект сходів     | Катя Павленко                       | Україна           | 2017 | 4   |
| Ма               | Марія Стоянова                      | Україна           | 2017 | 17  |
| Технічна перерва | Філіп Сотниченко                    | Україна           | 2017 | 29  |
| Післясмак        | Юра Катинський                      | Україна           | 2017 | 19  |
| Випуск'97        | Павло Остріков                      | Україна           | 2017 | 19  |
| Намір            | Анна Смолій                         | Україна           | 2017 | 28  |
| Бузок            | Катерина Горностай                  | Україна           | 2017 | 30  |
| Останній запис   | Сипрієн Клеман-Дельмас Ігор Косенко | Німеччина Україна | 2017 | 12  |
| Новосілля        | Надія Парфан                        | Україна           | 2017 | 10  |
| Інший            | Кирило Жаровський                   | Україна           | 2017 | 22  |
| Sui Caedere      | Станіслав Капралов                  | Україна           | 2017 | 15  |
| Невидима         | Максим Наконечний                   | Україна           | 2017 | 24  |
| Київ Москва      | Анна Любинецька                     | Україна Чехія     | 2016 | 24  |
| Не бреши мені    | Олександр Фразе-Фразенко            | Україна           | 2016 | 14  |
| Кінець місяця    | Олег Ісаков                         | Україна           | 2017 | 15  |
| Причинна         | Андрій Щербак                       | Україна           | 2017 | 22  |

## Інші програми

### Свобода: кіно соціальних змін
| Фільм                                         | Оригінальна назва                              | Режисер(и)       | Країна(-и)           | Рік  |
| --------------------------------------------- | ---------------------------------------------- | ---------------- | -------------------- | ---- |
| Людина із заліза *                            | Człowiek z żelaza                              | Анджей Вайда     | Польща               | 1981 |
| Врублевський очима Вайди                      | Wróblewski według Wajdy                        | Анджей Вайда     | Польща               | 2015 |
| «Біси» крізь роки                             | «Biesy» po łatach                              | Анджей Вайда     | Польща               | 2013 |
| В очікуванні вторгнення                       | Waiting for Invasion                           | Нерінґа Медутите | Литва                | 2017 |
| Чотири сезони революції                       | A Revolution in FourSeasons                    | Джессі Дітер     | Туніс США            | 2016 |
| Процес: Російська держава проти Олега Сенцова | The Trial: The State of Russia vs Oleg Sentsov | Аскольд Куров    | Естонія Польща Чехія | 2017 |

* — Фільми відкриття події

### Спеціальні покази
| Фільм            | Оригінальна назва | Режисер(и)   | Країна(-и)         | Рік  |
| ---------------- | ----------------- | ------------ | ------------------ | ---- |
| Межа**           | The Line          | Петер Беб'як | Словаччина Україна | 2017 |
| Т2 Трейнспоттінг | T2 Trainspotting  | Денні Бойл   | Велика Британія    | 2017 |

** — Фільми закриття події

### Фестиваль фестивалів
| Фільм                 | Оригінальна назва          | Режисер(и)       | Країна(-и)                 | Рік  |
| --------------------- | -------------------------- | ---------------- | -------------------------- | ---- |
| 120 ударів на хвилину | 120 Beats Per Minute       | Робен Кампійо    | Франція                    | 2017 |
| Божественний порядок  | The Divine Order           | Петра Вольпе     | Швейцарія                  | 2016 |
| Саамська кров         | Sámi Blood                 | Аманда Кернелл   | Швеція                     | 2016 |
| Відважні              | Thank You for Your Service | Джейсон Голл     | США                        | 2017 |
| Вестерн               | Western                    | Валеска Ґрізебах | Німеччина Болгарія Австрія | 2017 |

### Сонячний зайчик
| Фільм                  | Оригінальна назва    | Режисер(и)      | Країна(-и)     | Рік  |
| ---------------------- | -------------------- | --------------- | -------------- | ---- |
| Назви мене своїм ім'ям | Call Me by Your Name | Лука Гуаданьїно | Італія Франція | 2017 |

## Нагороди
Наступні фільми отримали нагороди спеціальної події:
- Гран-прі Золотий Скіфський Олень — «Випуск'97», реж. Павло Остріков
- Спеціальна відзнака журі («за вдумливе та зворушливе поєднання витриманої форми та тонке відображення стану душі в часи війни») — «Ма», реж. Марія Стоянова